# Đô la Hòa bình
Đô la Hòa bình (tiếng Anh: Peace dollar) là đồng 1 đô la Mỹ được đúc để lưu hành từ năm 1921 đến năm 1928 và từ năm 1934 đến năm 1935, đến năm 2021 nó được cho đúc lại chỉ phục vụ cho dân sưu tầm. Được thiết kế bởi Anthony de Francisci, đồng xu này là kết quả của một cuộc thi tìm kiếm các thiết kế biểu tượng cho hòa bình. Mặt trước đồng xu là đầu của Nữ thần Tự do nhìn nghiêng, và mặt sau mô tả một con Đại bàng đầu trắng đang nghỉ ngơi, chân nắm chặt một cành ô liu, với dòng chữ "Hòa bình" ở phía dưới. Đây là đồng đô la Mỹ bằng bạc cuối cùng được đúc để lưu hành.
Với việc thông qua Đạo luật Pittman năm 1918, Cục đúc tiền kim loại Hoa Kỳ được yêu cầu đúc hàng triệu đô la bạc và bắt đầu làm như vậy vào năm 1921, sử dụng thiết kế Đô la Morgan. Các nhà nghiên cứu tiền tệ bắt đầu vận động Xưởng đúc tiền phát hành một đồng tiền tưởng niệm hòa bình sau Thế chiến thứ nhất; mặc dù họ không thuyết phục được Quốc hội thông qua dự luật yêu cầu thiết kế lại, nhưng họ đã có thể thuyết phục các quan chức chính phủ thực hiện hành động này. Đồng đô la Hòa bình được Bộ trưởng Ngân khố Andrew Mellon chấp thuận vào tháng 12 năm 1921, hoàn thành việc thiết kế lại tiền xu của Hoa Kỳ đã bắt đầu vào năm 1907.
Thiết kế ban đầu có thêm "một thanh kiếm gãy", và công chúng tin rằng đây là minh hoạ cho sự thất bại, ngay sau đó cục đúc tiền đã vội vàng loại bỏ thanh kiếm. Đồng đô la Hòa bình được đúc lần đầu tiên vào ngày 28 tháng 12 năm 1921; chỉ hơn một triệu đồng được đúc có biểu thị năm đúc là 1921. Khi các yêu cầu của Đạo luật Pittman được đáp ứng vào năm 1928, xưởng đúc tiền đã ngừng sản xuất tiền xu, nhưng nhiều đồng tiền hơn đã được đúc vào năm 1934 và 1935 do luật tiếp theo. Năm 1965, trong bối cảnh có nhiều tranh cãi, xưởng đúc tiền Denver đã đúc hơn 316.000 đồng đô la Hòa bình có năm đúc 1964, nhưng những đồng tiền này chưa bao giờ được phát hành và tất cả đều được cho là đã bị nấu chảy.
Vào năm 2021, Cục đúc tiền Hoa Kỳ đã sản xuất đồng đô la Hòa bình đặc biệt năm 2021 để kỷ niệm 100 năm ra đời thiết kế này, và việc đúc tiền xu sẽ tiếp tục từ năm 2023 trở đi.